# ویشکاسوقه
ویشکاسوقه، روستایی است از توابع بخش مرکزی شهرستان رشت در استان گیلان ایران.

## جمعیت
این روستا در دهستان حومه قرار دارد و براساس سرشماری مرکز آمار ایران در سال ۱۳۸۵، جمعیت آن ۷۲۳ نفر (۲۰۷خانوار) بوده‌است.

## مشاهیر
- رضا روستا
- هما روستا